# Генбачів Володимир Йосипович
Генбачів Володимир Йосипович (іноді Ґембачів; 10 липня 1872, Полтава — 8 січня 1957, Орлеан) — генеральний хорунжий Армії Української Держави.

## Життєпис

В часі служби в РІА

Офіцери 3-го корпусу УГА. Сидять зліва направо: (другий) Мирон Тарнавський, Володимир Генбачів, Григорій Коссак, Карл Долежал

Народився 10 липня 1872 року в м. Полтава (тоді Російська імперія, нині Україна).
Закінчив Петровський Полтавський кадетський корпус, 3-тє військове Олексіївське училище (1892). Служив у 2-й вилазній батареї Новогеоргіївської фортечної артилерії та 3-й Закаспійській артилерійській бригаді. Закінчив Миколаївську академію Генерального штабу за 1-м розрядом (1903). У 1908–1912 рр. викладав в Олексіївському військовому училищі (Москва). У 1914 р. — начальник штабу 2-ї стрілецької бригади. Нагороджений Георгіївською зброєю (3 лютого 1915). З 24 жовтня 1916 р. — командир 6-го стрілецького полку. З 15 вересня 1917 р. — в. о. начальника відділу штабу 4-ї армії. З 15 жовтня 1917 р. — генерал-майор.
З 17 серпня 1918 р. — начальник штабу 6-го Полтавського корпусу Армії Української Держави. Після протигетьманського повстання у Полтаві намагався проїхати до Києва, але був заарештований, перебував під домашнім арештом.
З грудня 1918 р служив в Українській Галицькій Армії. У травні—липні 1919 р. — командувач III-го та IV-го Галицьких корпусів. У липні—листопаді 1919 р. — начальник тилу УГА.
У грудні 1919 р. перейшов до Збройних Сил Півдня Росії. У 1920 р. емігрував.

## Доля після 1920 року
За однією версією: після 1922 р. повернувся в Україну, в Єлисаветград (зараз Кропивницький), де жив принаймні до 1926 р. Подальша доля невідома.
За іншою: 1920 евакуйований в Константинополь. З 1923 року у Франції. Помер 8 січня 1957 року в м. Орлеан, Франція. Похований на великому Орлеанському цвинтарі.